# پاور پاپ
پاور پاپ (انگلیسی: Power pop) شکلی از پاپ راک است که بر اساس موسیقی اولیه گروه‌هایی مانند د هو، بیتلز، بیچ بویز، و بیردز ساخته شده‌است. این موسیقی در دهه ۱۹۶۰ سرچشمه گرفت و عمدتاً در میان نوازندگان آمریکایی که در طول تهاجم بریتانیا به بلوغ رسیدند، توسعه یافت زیرا آنها شروع به شورش علیه ادعاهای نوظهور موسیقی راک کردند. این ژانر معمولاً شامل قلاب‌های ملودیک، هارمونی‌های آوازی، اجرای پرانرژی و موسیقی با صدای «شاد» است که زیربنای حس اشتیاق یا ناامیدی است.